# Tomapampa del Quiroz
Tomapampa del Quiroz es una localidad peruana ubicada en el distrito de Suyo, perteneciente a la provincia de Ayabaca del departamento de Piura, al norte del Perú. 

## Ubicación
Tomapampa del Quiroz se ubica al noroeste de la provincia de Ayabaca, en el distrito de Suyo, en el departamento de Piura.

## Demografía
En 2017 Tomapampa del Quiroz tenía una población de 4 habitantes.